# 赫爾穆特·馬爾科
赫爾穆特·馬爾科博士（英語：Dr. Helmut Marko，1943年4月27日—）生於奧地利維也納，是一級方程式紅牛車隊顧問及前賽車手。
馬爾科是1970年一級方程式世界冠軍車手卡爾·約亨·林特的學校朋友。他參加過許多賽事，包括在1971與1972年一級方程式錦標賽中的10場大獎賽，但卻是一分未得。
他在耐力賽有著傑出的表現，在1971年與吉耶斯·馮·倫內普駕駛馬丁尼-保時捷917K贏得了利曼24小時耐力賽冠軍。那年他們創下了最長距離的紀錄（5,335.313公里，平均時速222.304公里），直到2010年利曼24小時耐力賽才被打破。
儘管Targa Florio大賽的安全性令人擔憂，他仍於1972年在位於西西里山的72公里賽道上取得最快圈速，並在兩圈內追近領先者兩分鐘的差距，最終以17秒的些微差距取得亞軍。他駕駛的愛快羅密歐Tipo 33寫下33分41秒，平均時速128.253公里的最快圈速。
數周後，在7月2日於克萊蒙費朗的1972年法國大獎賽中，從埃默森·菲蒂帕爾迪的蓮花賽車激起的一顆石頭刺穿了馬爾科的頭盔面罩，導致他的左眼永久性失明，使得他提前結束賽車生涯。
馬爾科在1967年成為了法學博士。他在格拉茲擁有兩間飯店——Schlossberghotel與Augartenhotel。他在營運管理一個以紅牛少年車隊名義出賽於三級方程式與國際F3000賽車的RSM馬爾科車隊（RSM Marko）前，曾擔任奧地利車手傑哈德·伯格與卡爾·溫德林格的經理人數年。他從1999年起便已經培育出許多有天賦的車手，像是賽巴斯蒂安·維特爾，並且將胡安·帕布羅·蒙托亞帶入一級方程式的紅牛車手發展計劃。馬爾科自2005年起成為了一級方程式紅牛車隊的顧問。

## 完整的一級方程式錦標賽成績
（圖例）
| 年份   | 車隊                 | 底盤       | 引擎        | 1     | 2       | 3  | 4    | 5     | 6      | 7      | 8     | 9      | 10    | 11    | 12 | 名次 | 積分 |
| ------ | -------------------- | ---------- | ----------- | ----- | ------- | -- | ---- | ----- | ------ | ------ | ----- | ------ | ----- | ----- | -- | ---- | ---- |
| 1971年 | Ecurie Bonnier       | 麥拉倫 M7C | 考斯沃斯 V8 | 南非  | 西      | 摩 | 荷   | 法    | 英     | 德 DNS |       |        |       |       |    | NC   | 0    |
| 1971年 | Yardley-BRM          | BRM P153   | BRM V12     |       |         |    |      |       |        |        | 奧 11 | 義 Ret | 加 12 |       |    | NC   | 0    |
| 1971年 | Yardley-BRM          | BRM P160   | BRM V12     |       |         |    |      |       |        |        |       |        |       | 美 13 |    | NC   | 0    |
| 1972年 | Austria-Marlboro BRM | BRM P153   | BRM V12     | 阿 10 | 南非 14 | 西 |      |       |        |        |       |        |       |       |    | NC   | 0    |
| 1972年 | Austria-Marlboro BRM | BRM P153B  | BRM V12     |       |         |    | 摩 8 | 比 10 |        |        |       |        |       |       |    | NC   | 0    |
| 1972年 | Austria-Marlboro BRM | BRM P160B  | BRM V12     |       |         |    |      |       | 法 Ret | 英     | 德    | 奧     | 義    | 加    | 美 | NC   | 0    |

## 外部連結
- DriverDatabase上的赫爾穆特·馬爾科 （页面存档备份，存于）
- ESPN F1上的赫爾穆特·馬爾科